# Broadway Danny Rose
Broadway Danny Rose är en amerikansk komedifilm från 1984 i regi av Woody Allen. I huvudrollerna ses Allen, Mia Farrow och Nick Apollo Forte.

## Rollista i urval
- Woody Allen - Danny Rose
- Mia Farrow - Tina Vitale
- Nick Apollo Forte - Lou Canova
- Sandy Baron - Sig själv
- Corbett Monica - Sig själv
- Jackie Gayle - Sig själv
- Morty Gunty - Sig själv
- Will Jordan - Sig själv
- Howard Storm - Sig själv
- Gloria Parker - vattenglas virtuos
- Jack Rollins - Sig själv
- Milton Berle - Sig själv
- Howard Cosell - Sig själv
- Joe Franklin - Sig själv
- Gerald Schoenfeld - Sid Bacharach
- Craig Vandenburgh - Ray Webb
- Herb Reynolds - Barney Dunn
- Edwin Bordo - Johnny Rispoli
- Gina DeAngelis - Johnnys mamma
- Paul Greco - Vito Rispoli
- Frank Renzulli - Joe Rispoli